# و (ایتالیا)
وُ (به ایتالیایی: Vo') یک کومونه در ایتالیا است که در استان پادووا واقع شده‌است. و ۲۰٫۴ کیلومتر مربع مساحت و ۳٬۴۱۶ نفر جمعیت دارد.